# Limnogramma hani
Limnogramma hani (лат.) — вид вымерших насекомых из рода Limnogramma, описанный по задним крыльям голотипа CNU-NEUNN2009003PC, обнаруженного в Даохугоу, и жившего в среднем юрском периоде.

## Описание
Эпитет вида происходит от фамилии Ган Хана за его вклад в обнаружении этой окаменелости. Отличается от других видов рода следующими признаками заднего крыла: меньшими размерами [длина заднего крыла >60 мм у Limnogramma mirum, 49 мм у Limnogramma mongolicum; поперечные жилки в проксимальной половине костального пространства отсутствуют [присутствуют у других видов]; происхождение Rs2 расположено проксимальнее первичной развилки MP [дистально у других видов].
Заднее крыло субтреугольное, со смещенным к вершине торнусом, длиной 38 мм (вдоль R1), шириной 25 мм (перпендикулярно R1); реберный край заметно дугообразный. Костальное пространство умеренно широкое, примерно равно ширине подреберья и R1 вместе взятых; постепенно расширяется на вершине. Субкостальные жилки в проксимальных двух третях простые, в вершинной трети в основном один раз раздвоены; соединяются между собой от одной до трех поперечных жилок в дистальной половине (сохранилось ≈35 поперечных жилок). Sc и R1 слились на вершине; одна короткая раздвоенная жилка Sc+R1. Подреберье умеренно широкое, с многочисленными довольно широко расставленными поперечными жилками. Пространство R1 сужено к основанию. Rs1 отходит от R проксимальнее начала собственно Rs, выпуклый, довольно глубоко дихотомически разветвленный. Собственно Rs с четырьмя широко расставленными ветвями, каждая из которых дихотомически разветвлена дистально. М разделяется на МА и МР у основания крыла. МА сильно вогнутая, прямая почти на всем протяжении, слабо дихотомически разветвленная дистально. MP выпуклая, занимает относительно небольшую площадь, ее задний след с двумя направленными вперед ветвями, передний след с четырьмя ветвями, направленными назад. Общий стебель Cu очень короткий, Cu разделяется на CuA и CuP у основания крыла. CuA вогнутая, с шестью гребешковыми ветвями дистально, самая проксимальная ветвь глубоко раздвоена. CuP глубоко разветвляется на две длинные выпуклые ветви, слабо расходящиеся дистально: передняя ветвь гребенчато разветвленная дистально, с двумя длинными ветвями; задняя ветвь дихотомически разветвляется дистально. 1А длинный, гребенчато разветвленный в дистальной трети, с четырьмя ответвлениями. 2А относительно короткие, гребенчато разветвленные по всей длине, с многочисленными ответвлениями, в основном раздвоенными один или два раза, соединяющимися друг с другом одной-тремя поперечными жилками. 3А не обнаружен, если он очень короткий или слился с 2А. Поперечные жилки в радиальных до 1А пространствах многочисленные, довольно близко расположенные друг к другу. Цветовой рисунок хорошо сохранился; крыло сплошь буроватое с хорошо сохранившимся глазком и темными поперечными жилками в вершинной части.